# تپه‌های قلیچ قوینق
تپه‌های قلیچ قوینق در شهرستان آق قلا، ۷۵۰ متری شمال جاده مزرعه نمونه واقع شده و این اثر در تاریخ ۱۰ خرداد ۱۳۸۲ با شمارهٔ ثبت ۸۸۳۲ به‌عنوان یکی از آثار ملی ایران به ثبت رسیده است.